# 2059
سنة 2059 م هي سنة بسيطة تبدأ يوم الأربعاء حسب التقويم الغريغوري